# Barbara af Preussen
Prinsesse Barbara af Preussen (tysk: Prinzessin Barbara von Preußen; 2. august 1920 - 31. maj 1994) var den eneste datter og det ældste barn af prins Sigismund af Preussen og prinsesse Charlotte af Sachsen-Altenburg. Hun var oldebarn af kejser Frederik III af Tyskland og oldebarn af dronning Victoria. Den 17. september 1952 blev hun adopteret af sin farmor, Prinsesse Irene af Preussen (født prinsesse Irene af Hessen og ved Rhinen), barnebarn af dronning Victoria. I 1954 giftede hun sig med hertug Christian Ludvig af Mecklenburg, der var familieoverhoved for fyrstehuset Mecklenburg fra 1945 til 1996.